# Cao Wei
O Cao Wei (chinês simplificado: 曹魏; pinyin: Cáo Wèi; 220–265), foi um dos impérios que disputavam o controle da China durante o período dos Três Reinos. Com a capital em Luoyang, o império foi criada por Cao Pi, em 220, com base em fundamentos de seu pai. Seu nome veio de 213, quando Cao Cao o batizou de Wei, os historiadores frequentemente acrescentam o prefixo Cao (曹, prefixo do nome da família de Cao Cao) para distingui-lo dos demais estados na história chinesa também conhecido como Wei. Em 220, quando Cao Pi destituiu o último imperador da Dinastia Han Oriental, Wei tornou-se o nome da nova dinastia fundada por ele, que foi tomada e controlada pela família Sima, em 249, até que foi derrubado e se tornou parte da Dinastia Jin em 265.

## História
Durante o declínio da Dinastia Han, a parte norte da China estava sob o controle de Cao Cao, o chanceler imperial do último imperador do Han. Em 213, ele foi nomeado como "Duque de Wei" e lhe foi entregado dez cidades como seu domínio. Esta área foi batizada de "Wei". Naquela época, a parte sul da China já era dividido em duas áreas controladas por dois senhores da guerra (mais tarde nomeados de Shu Han e Wu Oriental). Em 216, Cao Cao foi promovido a "Rei de Wei".
Em 15 de março de 220, Cao Cao morreu e seu filho Cao Pi conseguiu o título de "Rei de Wei" e a posição de Chanceler Imperial. Mais tarde, em 11 de dezembro, Cao Pi tomou o trono imperial e afirmou ter fundado a Dinastia Wei, mas Liu Bei do Shu Han imediatamente reivindicou o trono, e seguidamente Sun Quan Wu Oriental em 222.
Depois que a família Sima tomou o poder em 249, o imperador Cao Mao foi o único que tentou tomar o poder de volta para suas mãos. Ele morreu durante o golpe contra o Sima Zhao em 260.
Wei conquistou o Shu Han em 263. Pouco depois, em 265, a dinastia Wei foi derrubado pelo seu próprio antigo Chanceler Imperial, Sima Yan, neto de Sima Yi, que em seguida, fundou a Dinastia Jin.

## Cultura
Em algum momento entre o final da Dinastia Han Oriental e o final do Cao Wei, padrão de escrita regular (Kaishu) apareceu, com seu primeiro mestre conhecido, Zhong Yao.